# Rifugio Vaccarone
Das Rifugio Luigi Vaccarone ist eine bewirtschaftete Schutzhütte in den Cottischen Alpen der norditalienischen Metropolitanstadt Turin in der Region Piemont.
Die Hütte steht in 2.747 Metern Höhe oberhalb des Susatals in der Nähe des Col de Clapier.

## Geschichte
Das Rifugio wurde im Jahr 1900 von der Sektion Turin des CAI erbaut und wird von der Sektion Chiomonte betrieben.

## Zugänge
Das Rifugio liegt auf dem Weg der Alta Via Val di Susa zwischen dem französischen Refuge du Petit Mont Cenis und dem italienischen Rifugio Levi Molinari.